# Os (plaats in Innlandet)
Os is een plaats in de Noorse gemeente Os, fylke Innlandet. Os telt 625 inwoners (2007) en heeft een oppervlakte van 1,24 km².